# رحمت أباد (فسا)
رحمت أباد (بالفارسية: رحمت‌آباد) هي قرية تقع في قسم كوشك قاضي الريفي في إيران. يقدر عدد سكانها بـ 42 نسمة.